# Ian Cognito
Ian Cognito (nascido em Paul Barbieri, 21 de novembro de 1958 — Bicester, 11 de abril de 2019) foi um comediante stand-up inglês. Um artista iconoclasta, Cognito havia sido comparado a Lenny Bruce, Bill Hicks e Jerry Sadowitz, mas nunca obteve sucesso na mídia, em parte, pelo menos, devido à sua reputação de ser mal-humorado. Ganhou o prêmio Time Out de Stand-up Comedy em 1999. Morreu em 11 de abril de 2019, durante um espetáculo em Bicester, dez minutos após fazer uma piada de que estava tendo um derrame.